# حرب لبنان 1982
حرب لبنان 1982 أو حرب لبنان الأولى كما تسميه بعض المصادر الإسرائيلية أو الغزو الإسرائيلي للبنان وتسميه إسرائيل عملية السلام للجليل وعملية الصنوبر (بالعبرية: מבצע שלום הגליל، أو מבצע של"ג) هي حرب عصفت بلبنان فتحولت أراضيه إلى ساحة قتال بين منظمة التحرير الفلسطينية وسوريا وإسرائيل. ترجع أسباب هذه الحرب إلى عدد من الأحداث التي جرت في الشرق الأوسط خلال السنين التي سبقتها، من اتفاق القاهرة الذي نظَّم وجود الفصائل الفلسطينية المسلحة في لبنان، إلى الحرب الأهلية اللبنانية.
بدأت المعارك في 6 حزيران 1982 عندما قرَّرت الحكومة الإسرائيلية شنَّ عملية عسكرية ضدَّ منظمة التحرير الفلسطينية بعد محاولة اغتيال سفيرها في المملكة المتحدة شلومو أرجوف على يدِّ منظمة أبو نضال، قامت إسرائيل باحتلال جنوب لبنان بعد أن هاجمت منظمة التحرير الفلسطينية والقوات السوريّة والمليشيات المسلحة الإسلامية اللبنانية، وحاصرت منظمة التحرير وبعض وحدات الجيش السوري في بيروت الغربيّة. انسحبت منظمة التحرير من بيروت بعد أن تعرّض ذلك القسم منها إلى قصف عنيف، وكان ذلك بمعاونة المبعوث الخاص، فيليب حبيب، وتحت حماية قوات حفظ السلام الدولية.
انتهت هذه الحرب بشكلها المعترف به في عام 1985 إلا أن آثارها ومخلفاتها لم تنته حتى مايو/ أيار من عام 2000 عندما انسحب الجيش الإسرائيلي وأعوانه فعلياً من جنوب لبنان. والجدير ذكره أن إسرائيل قد زجت في هذه الحرب ضعف عدد القوات التي واجهت بها مصر وسوريا في حرب تشرين الأول/أكتوبر 1973.

## خلفيات الحرب

### الوضع السياسي في الشرق الأوسط

#### اتفاق القاهرة 1969
في 3 نوفمبر 1969 تم التوقيع على هذا الاتفاق في القاهرة لغرض تنظيم الوجود الفلسطيني المسلح في لبنان، وقد أعطى الشرعية لوجود وعمل المقاومة الفلسطينية في لبنان. حيث تم الاعتراف بالوجود السياسي والعسكري لمنظمة التحرير الفلسطينية من قبل لبنان، وتم التأكيد على حرية العمل العسكري انطلاقاً من الأراضي اللبنانية. حمى هذا الاتفاق الفلسطينيين، من المحاولات المتعددة لنزع سلاحهم. لكن البعض اعتبره متعارضاً مع مبادئ سيادة الدولة اللبنانية ويتضمن بنوداً تتعارض وأحكام القوانين اللبنانية، ولم يكن لهذه الاتفاقية دور ملموس على الساحة العملية لتحسين العلاقات بين القيادتين اللبنانية والفلسطينية، ومن جانب آخر اعتبرت إسرائيل اتفاق القاهرة خرقاً للهدنة المعقودة بينها وبين لبنان سنة 1949.

#### أيلول الأسود في الأردن
في شهر أيلول من عام 1970 م، تحرك الجيش الأردني بناء على تعليمات الملك حسين ومستشاريه العسكريين لوضع نهاية لوجود المنظمات الفلسطينية في الأردن، وفي نفس الوقت كانت القيادة في إسرائيل تخطط للقضاء على العمل العسكري المتزايد في الخارج عن طريق خلق شروخات بين المنظمات الفلسطينية بعضها ببعض أو مع الأنظمة العربية. ما بين منتصف عام 1968 ونهاية عام 1969 م كان هنالك أكثر من 500 اشتباك عنيف وقع بين الفصائل الفلسطينية وقوات الأمن الأردنية. وأصبحت أعمال العنف والخطف والقتل تتكرر بصورة مستمرة حتى باتت تُعرف عمّان في وسائل الإعلام العربية بهانوي العرب. وبعد عدّة مناوشات خرجت المنظمات الفلسطينية من المدن الأردنية كاملة إلى أحراش جرش وعجلون ثم عادت قوات الجيش الأردني واجتاحت تلك المناطق واستئصلت آخر معاقل منظمة التحرير الفلسطينية وباقي المنظمات وطردتهم إلى لبنان.

#### الحرب الأهلية اللبنانية
عام 1969، اقتتل الجيش اللبناني مع المسلحين الفلسطينيين والتي أدت إلى الاعتراف بحق الفلسطينيين بامتلاك السلاح على الأرض اللبنانية من خلال ما عرف باتفاق القاهرة. وعام 1975، خرجت اضطرابات مختلفة في لبنان كان أخطرها مظاهرة الصيادين في صيدا والتي أدت إلى مقتل الزعيم معروف سعد. والعديد من المناوشات بين المسيحيين والفلسطينيين في مناطق مخيم تل الزعتر والكحالة. كما قام الفلسطينيين بالعديد من الأعمال العسكرية ضد إسرائيل مما جعل الغرب يعتبر لبنان مرتعا للجهاديين.
أما الشرارة الحقيقية لبدأ الحرب الأهلية اللبنانية كانت في 13 أبريل 1975 عندما قام مجهولون بمحاولة اغتيال بيار الجميّل رئيس حزب الكتائب. نجا الجميّل من المحاولة ولقى أربعة منهم اثنين من الحراس الشخصيين له. ردت ميليشيات حزب الكتائب على محاولة الاغتيال بالتعرض لحافلة كانت تقل أعضاء من الجبهة الشعبية لتحرير فلسطين - القيادة العامة إلى مخيم تل الزعتر مروراً بمنطقة عين الرمانة. أدي الكمين الذي نصبه مقاتلي حزب الكتائب إلى مقتل 27 فلسطينياً. سميت الحادثة بحادثة البوسطة والتي كانت بمثابة الشرارة لبدء القتال في كل أنحاء البلاد.

#### دخول القوات السورية

الجيش السوري في لبنان.

كانت الولايات المتحدة قد أرسلت بالكثير من الإشارات لسوريا بموافقتها على التدخل السوري في الأراضي اللبنانية، ففي 21 كانون الثاني 1976 أعلن الناطق باسم البيت الأبيض:

بعد حوالي الأسبوع في 29 كانون الثاني/يناير أعلن الناطق الرسمي باسم الخارجية الأمريكية:
ونقل عن هنرى كسنجر قوله: «الولايات المتحدة تلعب دوراً رئيسياً في لبنان، ونحن شجعنا المبادرة السورية هناك، والوضع يسير لصالحنا ويمكن رؤية خطوط تسوية». وكان الهدف من دخول القوات السورية العمل على إخماد الحرب الأهلية ونزع سلاح المليشيات المتحاربة وحماية لبنان والحفاظ عليه. دخلت قوات الردع العربية إلى لبنان ووصلت إلى منطقة عكار في شمال لبنان، وبدخول يوم 1 يونيو/حزيران بدأت القوات السورية تسيطر على المواقع الإستراتيجية في سهل البقاع وتمركزت في العديد من الأماكن. نقلت وكالة الصحافة الفرنسية تصريحاً لموشي دايان في 5 يونيو/حزيران:
| حرب لبنان 1982 | إن على إسرائيل أن تظل في موقف المراقب، حتى لو دخلت القوات السورية بيروت لأن دخول القوات السورية في لبنان، ليس عملاً موجهاً ضد أمن إسرائيل. | حرب لبنان 1982 |

وكان دخول القوات السورية لحماية لبنان من الانقسام والحرب الأهلية التي كانت دائرة ويعتقد البعض أن التدخل السوري كان منسقاً أيضاً مع الموارنة، حيث صرح الرئيس اللبناني كميل شمعون في 16 يونيو/حزيران 1976: «لقد اتفقنا مع سوريا على خطط ترضينا». وفي 9 أغسطس/آب صرح من دمشق بقوله: «أنني أثق ثقة كاملة بالرئيس حافظ الأسد، وسوريا هي الدولة الوحيدة التي تستطيع فرض السلام في لبنان.» وفي 20 يوليو ألقى الرئيس السوري خطابه الشهير من مدرج جامعة دمشق معلناً أنه ليس بحاجة لطلب الإذن لدخول لبنان. حيث قال وقتها: «قررنا وبدأ الجيش بالدخول إلى لبنان، ولم نأخذ أذناً من أحد.»

#### عملية الليطاني
في الرابع عشر من مارس/آذار 1978، أقامت إسرائيل حزاماً أمنياً بمسافة عشرة كيلو مترات لحماية شمالها من هجمات الفلسطينيين. أدان مجلس الأمن هذه العملية مصدرًا قرار 425 الذي يطلب من إسرائيل الانسحاب الفوري غير المشروط من لبنان. تجاهلت إسرائيل هذا القرار، خاصة أنه لم يمارس عليها أي ضغط دولي أو أميركي أو حتى عربي.

#### خدعة ميليشيا القوات اللبنانية

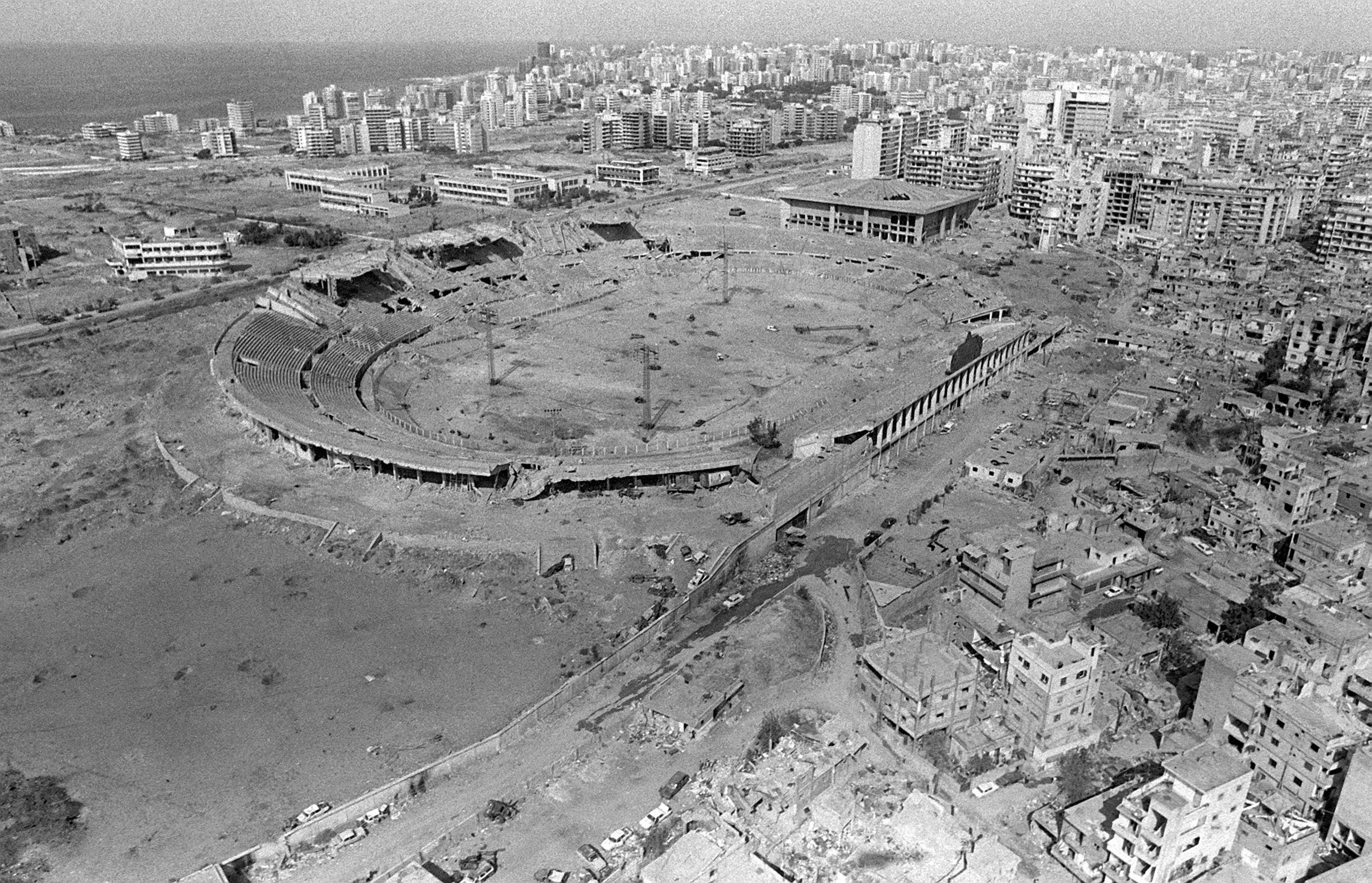
المدينة الرياضية في بيروت عام 1982م خلال الحرب الأهلية والاجتياح الإسرائيلي.

في فترة أواخر عقد السبعين وبداية عقد الثمانين، قسم لبنان فعلياً إلى مناطق نفوذ عسكرية موزعة بين السوريين والفلسطينيين والإسرائيليين والميليشيات اللبنانية المتعددة المتحالفة معهم. يصف تيمور غوكسل المتحدث باسم قوات الأمم المتحدة الوضع فيما يخص الإسرائيليين قائلاً: 
 ثم يكمل واصفا الفلسطينيين:
| حرب لبنان 1982 | كان الفلسطينيون يتدخلون كثيراً في حياة الناس، كانوا منتشرين في كل مكان مدججين بالسلاح ومتعجرفين، اسميها عجرفة الكلاشينكوف، كان الكل يملك مدفعاً للطائرات، يبدو أنه كان لدى منظمة التحرير أموال طائلة، فلم أكن أصدق عيني، إذ كان المقاتلون يذهبون إلى السوق مصطحبين المدافع المضادة للطائرات. في إحدى المرات ذهبت من الناقورة إلى بيروت فمررت بأربعة عشر حاجزاً كلها للفلسطينيين باستثناء اثنين للجماعات اللبنانية المرتبطة بالفلسطينيين. | حرب لبنان 1982 |

إلا أن الوضع على الأرض بالرغم من المناوشات اليومية بين الجميع كان جامداً، على شكل استنزاف مادي وبشري للميليشيات المختلفة، بدون تحقيق أي نتيجة، الأمر الذي دفعها لتغير الوضع بحيث تخرج من الجمود، كما عبر رودلف بوليكوفيتش، المستشار الإعلامي للرئيس كميل شمعون: «لا تلم أحداً بعد أن تضعه في زاوية، لا تلمه لأنه محشور، فأنت حشرته، السوريون حشرونا.»
أعلنت ميليشيا القوات اللبنانية، بقيادة بشير الجميل، أنه لا يجوز الفصل بين مسيحيي البقاع والجبل، وتحركت من جبال كسروان إلى البقاع باتجاه مدينة زحلة. عنى البقاع كونه عمقاً إستراتيجياً لسوريا أن سوريا لا يمكن أن تسمح بهذه الحركة. استعملت سورية طائرات مروحية لقصف ميليشيا القوات اللبنانية المساندة من قبل إسرائيل، وفرضت حصاراً عليهم في مدينة زحلة التي تحصنوا فيها، وبدأت بقصفها بمشاركة الميليشيات المناوئة. وقام بشير الجميل بإرسال جوزيف أبو خليل، رئيس تحرير جريدة العمل التابعة للقوات اللبنانية وقت الأحداث، إلى الإسرائيليين لإقناعهم بمهاجمة القوات الجوية العربية السورية بخرقه الأجواء يعتبر أقدم على إعلان الحرب، مما قدم الذريعة لإسرائيل للتدخل كما قال مناحيم بيغن:
| حرب لبنان 1982 | ...السوريون استخدموا حوامات زودهم بها السوفييت والفرنسيون. الجبل هو نقطة استطلاع أساسية يمكن منها قصف مدينة جونيه وهي الميناء الوحيد الذي يستخدمه المسيحيون، ولذا يكون بإمكان السوريين –من وجهة النظر المسيحية- فرض حصار على لبنان. المسيحيون يواجهون الآن خطراً داهماً، ونحن ملتزمون أخلاقياً بإنقاذهم وسوف ننجدهم. | حرب لبنان 1982 |

قام سلاح الجو الإسرائيلي بإسقاط طوافتين سوريتين. فجاء رد سوريا سريعا بإدخال صواريخ سام 6 المضادة للطائرات إلى سهل البقاع، دخل سلاح الطيران السوري لحماية الصواريخ وحصلت مناوشات جوية في أجواء لبنان. اعتبرت إسرائيل ما حصل خرقا لاتفاق الخطوط الحمر، واعتبرت سوريا أن تل أبيب كانت البادئة بخرق الاتفاق من خلال هجومها على القوات السورية.

#### الهدنة على الحدود الشمالية مع إسرائيل
في 10 يوليو/تموز 1981 وبعد فوز الليكود في انتخابات الكنيست في شهر يونيو/حزيران، قامت إسرائيل بشن غارات جوية عنيفة على عدة مواقع في جنوب لبنان، وفي 17 يوليو/تموز قصفت مراكز قيادة حركة فتح والجبهة الديمقراطية في بيروت الغربية. واستمر القصف إلى يوم 24 يوليو وذلك بعد صدور قرار من مجلس الأمن في 22 يوليو يطالب فيه بوقف فوري للهجمات المسلحة على لبنان. تم التوقف بناء على مساعي موفد الرئاسة الأمريكي، فيليب حبيب، بين منظمة التحرير وإسرائيل. حبيب كان واضحا بأنه في حالة حدوث أي مناوشة عسكرية مع إسرائيل أو أي اعتداء بالمفهوم الأميركي لإسرائيل فسيجري اجتياح كبير. بينما التزمت منظمة التحرير الفلسطينية بالهدنة التي رعتها الولايات المتحدة وأمنت حدودا شمالية آمنة لإسرائيل. خرقت إسرائيل الهدنة 2777 مرة في الفترة بين عامي 1981 و1982.

#### الشرق الأوسط الجديد ومشروع السلام السعودي

صورة أرشيفية لفهد بن عبد العزيز مع ياسر عرفات.

في نيسان/أبريل 1981 وفي أثناء زيارة إلى عدة دول في الشرق الأوسط، دعا وزير الخارجية الأمريكي ألكسندر هيغ إلى قيام شرق أوسط جديد. حيث قال: 
. جاء الرد من الرياض، في 7 أغسطس/آب 1981، بمبادرة الأمير فهد ولي العهد السعودي، المكونة من ثمانية مبادئ هي:
| - انسحاب إسرائيل من جميع الأراضي العربية التي احتلت في العام 1967 بما فيها القدس العربية. - إزالة المستعمرات التي أقامتها إسرائيل في الأراضي العربية بعد العام 1967. - ضمان حرية العبادة وممارسة الشعائر الدينية لجميع الأديان في الأماكن المقدسة. - تأكيد حق الشعب الفلسطيني في العودة وتعويض من لا يرغب في العودة. | - تخضع الضفة الغربية وقطاع غزة لفترة انتقالية تحت أشراف الأمم المتحدة ولمدة لا تزيد عن بضعة أشهر. - قيام الدولة الفلسطينية المستقلة بعاصمتها القدس. - تأكيد حق دول المنطقة في العيش بسلام. - تقوم الأمم المتحدة أو بعض الدول الأعضاء فيها بضمان تنفيذ تلك المبادئ. |

رفضت مصر المبادرة فوراً، وأعلنت عن تمسكها باتفاقية كامب ديفيد. وفي 9 أغسطس/آب، رفضها أيضاً مناحيم بيغن. وأصدرت وزارة الخارجية الإسرائيلية بيان جاء فيه
. أعلنت المجموعة الأوروبية أن المبادرة تشكل أساسا للتفاوض، أما الولايات المتحدة فتجاهلت المبادرة ولم تتخذ أي موقف واضح منها. تباين الموقف العربي بين الرافض كسوريا والعراق، بينما أعربت دول أخرى عن الدعم. قيادة وكوادر حركة فتح داخل منظمة التحرير الفلسطينية، رفضتها بعنف،، حيث أعلن فاروق القدومي «إن الظروف غير مناسبة لحل سلمي، وإن الفلسطينيين يرفضون النقطة السابعة في المشروع رفضا قاطعا» إلأ أن ياسر عرفات دعم المبادرة حيث نقل عنه جورج حاوي، الأمين العام السابق للحزب الشيوعي اللبناني، قوله: «استعدوا للضربة، ولقد أديتم بضغطكم هذا إلى موقف سيؤدي إلى رفع الغطاء العربي عنا، واللهم اشهد أني بلغت».

قامت السعودية بسحب مشروعها في قمة فاس في نوفمبر 1981 وذلك إثر الضغوط التي مورست عليها. حيث قال الناطق الرسمي وقتها:
 يعتقد العديد من الباحثين أن إفشال المبادرة السعودية كان أساسيا لإتمام عملية غزو لبنان في العام الذي تلاها. حيث بدأت إسرائيل بالتحضير الفوري للعملية وانتظرت الحصول على الضوء الأخضر الأمريكي.

### الخلفيات المباشرة
كان الوضع في لبنان في بداية عام 1982 يشكل امتداداً لأوضاع الحرب الأهلية اللبنانية التي بدأت عام 1975، وهي صراع مستمر بين كتلة اليسار اللبناني والمقاتلين الفلسطينيين ومنظمة التحرير الفلسطينية والحزب التقدمي الاشتراكي من جهة واللبنانيين اليمينيين من المسيحيين وحزب الكتائب اللبنانية وإسرائيل من جهة أخرى واستمر خلال النصف الأول من عام 1982 على شكل صراعات عنيفة بين هذه الأطراف.
في تموز 1981، تم إبرام وقف إطلاق نار بين إسرائيل وقوات منظمة التحرير الفلسطينية بإشراف فيليب حبيب. إلا أن الإسرائيليين كانوا قلقين من تجمع قوات منظمة التحرير الفلسطينية في جنوب لبنان منذ وقف إطلاق النار والذي اعتبرته تهديداً لأمن حدودها الشمالية.
في 21 نيسان/ابريل 1982 قصف سلاح الجو الإسرائيلي موقعا لمنظمة التحرير في جنوب لبنان وفي 9 أيار/مايو 1982 قامت منظمة التحرير الفلسطينية بالرد بقصف صاروخي لشمال إسرائيل وتلى هذا القصف المتبادل محاولة لاغتيال سفير إسرائيل في بريطانيا، شلومو أرجوف في 3 حزيران/يونيو 1982 فقامت إسرائيل، وكردٍّ على عملية الاغتيال هذه، بقصفٍ لمنشأت ومواقع تابعة لمنظمة التحرير في قلب بيروت. في اليوم التالي من محاولة الاغتيال والقصف الإسرائيلي لبيروت، قامت منظمة التحرير بقصف شمال إسرائيل مرة أخرى وقتل في هذا القصف إسرائيلي واحد.

## بداية الحرب

### عشية الاجتياح
في 5 - 6 حزيران/يونيو 1982 بدأت إسرائيل جزء_من قصف جوي ومدفعي كثيف على مدينة صيدا وقرى النبطية والدامور وتبنين وعرنون وقلعة الشقيف الإسترتيجية. ودخل الجيش الإسرائيلي الأراضي اللبنانية في 6 حزيران/يونيو 1982 وتم اجتياز المواقع الذي كان يشغلها 7,000 جندي تابعين لقوات الأمم المتحدة بكل سهولة.
قدم رونالد ريغان الرئيس الأمريكي وقتها الغطاء لإسرائيل في هجومها، حيث أعطى لإسرائيل الضوءالأخضر لتدمير منظمة التحرير، وأكدت إسرائيل للأمريكين أنها ستدخل لبنان لمسافة لا تتجاوز 30 كيلومترا لتحقيق أمنها والدفاع عن نفسها. كان ريغان لا يمانع في القيام بعملية سريعة تكون بمثابة درس قوي لمنظمة التحرير الفلسطينية لسوريا حليفة الاتحاد السوفيتي الشيوعية حيث صرح دافيد كمحي بأنه لم يكن هناك مقاومة قوية لخطط أرئيل شارون في واشنطن وإن الولايات المتحدة لم تستطيع منع إسرائيل من الهجوم. وفي مقالة في واشنطن بوست مع شارون قال هيغ: «...إننا نفهم أهدافكم ولا نستطيع أن نقول لكم لا تدافعوا عن مصالحكم.» وقام وزير الخارجية الأمريكي، الجنرال ألكسندر هيغ بإخبار شارون عن الحاجة إلى «استفزاز واضح يعترف به العالم» بهدف شنّ الهجوم. ويرى البعض أن عملية أبو نضال لمحاولة اغتيال السفير الإسرائيلي في لندن جاءت في اللحظة المناسبة تماما بصورة غريبة.
قاد العمليات الإسرائيلية أرئيل شارون وزير الدفاع الإسرائيلي في ذلك الوقت في الحكومة التي رأسها مناحيم بيغين. أعلن وقتها أن السبب هو دفع منظمة التحرير الفلسطينية وصواريخ الكاتيوشا إلى مسافة 40 كيلومتر عن حدود إسرائيل. تعدلت الأهداف لاحقا، حيث أعلن الناطق الرسمي للحكومة الإسرائيلية آفى بارنز إن أهداف إسرائيل هي:
- إجلاء كل القوات الغريبة عن لبنان ومن ضمن ذلك الجيش السوري.
- تدمير منظمة التحرير الفلسطينية.
- مساعدة القوات اللبنانية على السيطرة على بيروت وتنصيبها كحكومة لبنانية تملك سلطة وسيادة على كامل التراب اللبناني.
- توقيع اتفاقية سلام مع الحكومة اللبنانية وضمان أمن المستوطنات الإسرائيلية الشمالية.

### بداية عملية الاجتياح

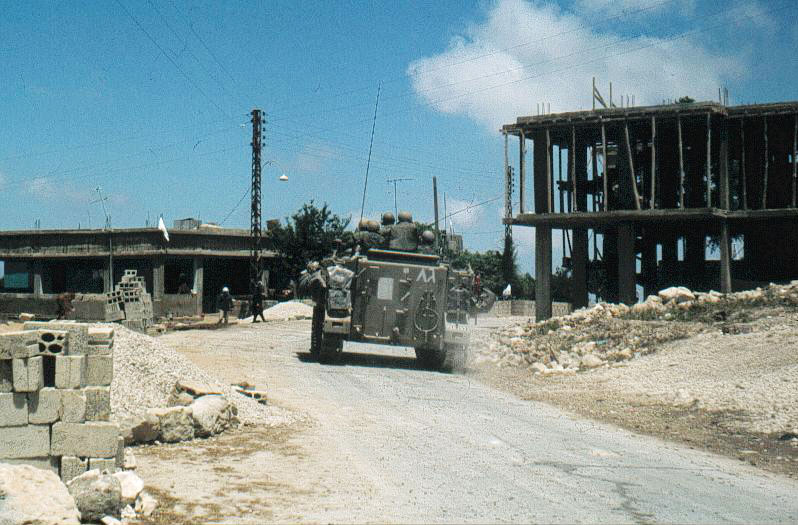
جنود إسرائليون في جنوب لبنان، يونيو، 1982.

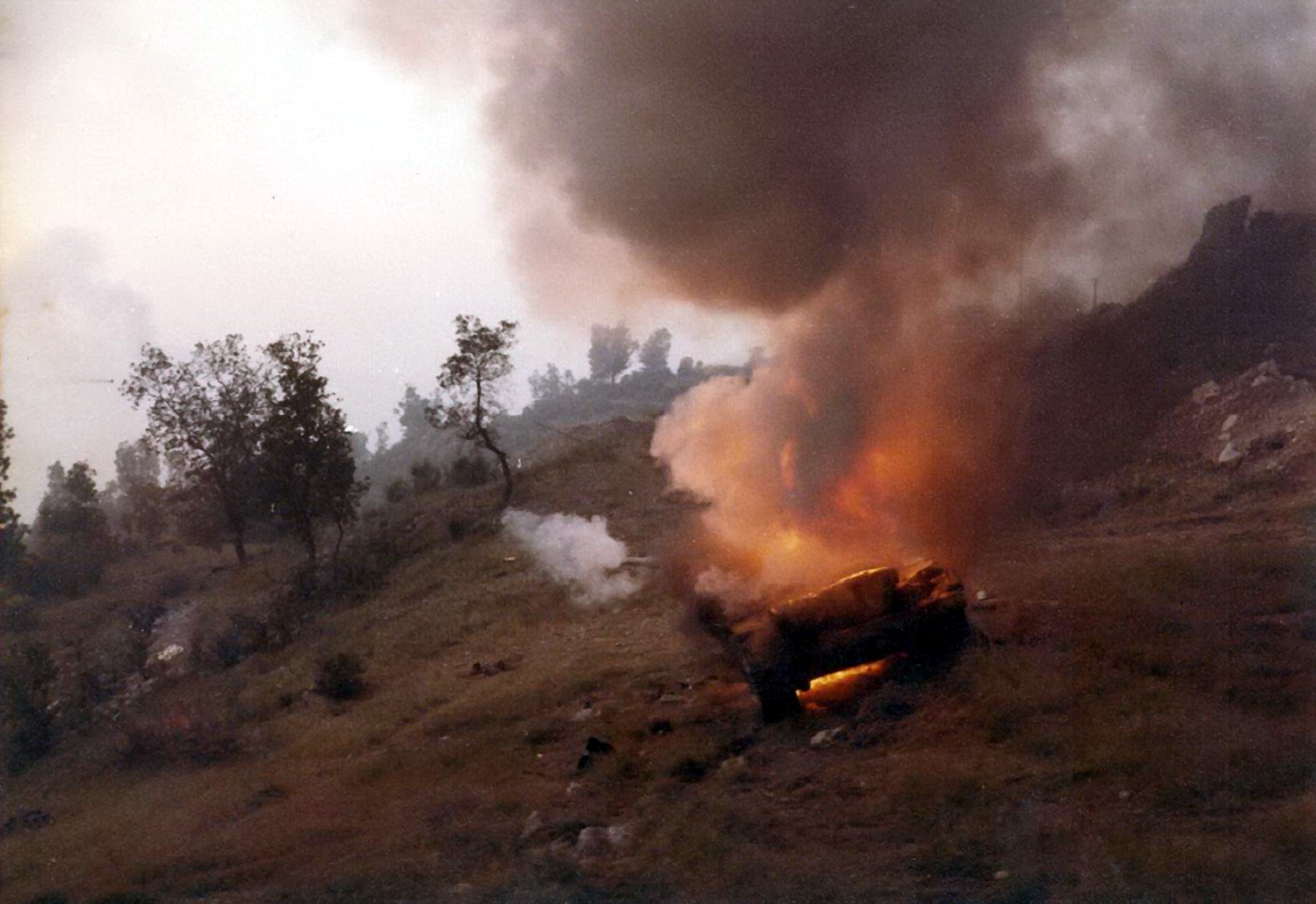
دبابة سورية من نوع تي-62 تحترق خلال الصراع السوري الإسرائيلي في لبنان.

استناداً إلى لقاء تلفزيوني مع تيمور غوكسل المتحدث باسم قوات الأمم المتحدة التي كانت منتشرة على الحدود اللبنانية - الإسرائيلية آنذاك فإنه وفي تمام الساعة 10:35 صباحا ليوم 6 يونيو 1982 اقتربت 13 دبابة ميركافا عند جسر الحمراء الفاصل وكان هناك في تلك اللحظة 6 جنود هولنديين عند الحاجز حاولوا منع الدبابات من التقدم بوضع عوائق على الطريق ولكن جنود الجيش الإسرائيلي استمروا بالتقدم هاتفين «نحن آسفون هذا غزو» تمكن الهولنديون الستة من إعاقة تقدم دبابتين بصورة مؤقتة لكن هذا لم يدم طويلا فقد تلى الدبابات الأولى 1,100 دبابة أخرى. تقدمت القوات الإسرائيلية على عدة محاور تجاه العاصمة بيروت ولكنها واجهت مقاومة عنيفة من قبل مخيمات اللاجئين الفلسطينيين في الجنوب اللبناني وتعرض الجيش الإسرائيلي إلى مقاومة شرسة عند محاولته احتلال قلعة شقيف الإستراتيجية والتي قام مناحيم بيغن بزيارتها شخصيًا بعد بسط السيطرة الإسرائيلية عليها نظراً لأهميتها. استناداً إلى عمر العيساوي فإن القيادة السورية لم تدرك ضخامة العملية العسكرية الإسرائيلية وبالرغم من المباغتة تمكن الجيش السوري من وقف تقدم القوة الإسرائيلية المتجهة إلى ضهر البيدر وقاتل فيما بعد بشراسة في البقاع وكبد إسرائيل خسائر كبيرة.

غلاف مجلة تايم 16 اغسطس/آب 1982.

بعد احتلال قلعة شقيف تم تسليم القلعة إلى سعد حداد قائد جيش لبنان الجنوبي الموالية لإسرائيل وبعد أيام سقطت صيدا وصور والدامور، معاقل منظمة التحرير الواحدة تلو الأخرى أمام التقدم الإسرائيلي وبدأ الجيش الإسرائيلي بالتقدم نحو الطريق الرئيسي بين بيروت ودمشق مخترقين منطقة الشوف الواقعة في الجزء الجنوبي من جبل لبنان وفي 8 حزيران/يونيو 1982 اشتبك الجيش السوري لأول مرة مع الجيش الإسرائيلي. بعد 5 أيام فقط من الاجتياح تمكنت القوات الإسرائيلية من بسط سيطرتها على 1/3 من الأراضي اللبنانية وفي 9 حزيران/يونيو 1982 وصل الجيش الإسرائيلي إلى مشارف بيروت وفي نفس اليوم تمكن سلاح الجو الإسرائيلي من من تدمير عدة مواقع للدفاع الجوي السوري بالإضافة إلى إسقاط مقاتلة ميغ 21 سورية في اشتباك جوي ضخم بين 90 مقاتلة إسرائيلية و 60 مقاتلة سورية، الجيش السوري اعاد تمركزه خارج منطقة الشوف وفي يوم 14 حزيران/يونيو 1982 دخل الجيش الإسرائيلي شرق بيروت ذات الأغلبية المسيحية وطوقت القسم الغربي من بيروت الذي كان معقلا رئيسيا للميليشيات الفلسطينية.
مع اقتراب نهاية شهر حزيران/يونيو كان هناك 100,000 جندي إسرائيلي في لبنان بينما وصل عدد القوات السورية إلى 40,000 وكان هناك 11,000 مقاتل فلسطيني محاصرين مع ياسر عرفات في غرب بيروت. في مطلع شهر يوليو قام الجيش الإسرائيلي بفرض حصار على غرب بيروت قاطعا وصول المواد الغذائية والماء إلى تلك المنطقة وتم منع الانتقال بين شطري بيروت واستمر القصف الإسرائيلي لغرب بيروت بصورة متفاوتة طوال شهر يوليو.
في 12 أغسطس 1982 ومع الاقتراب من الوصول إلى اتفاق وشيك حول آلية مغادرة المقاتلين الفلسطينيين لبيروت قامت إسرائيل بحركة مباغة أثارت استغراب العالم وغضب الرئيس الأمريكي رونالد ريغان، حيث قام سلاح الجو الإسرائيلي بشن أعنف قصف جوي ومدفعي وبحري على بيروت استمرت لعشر ساعات متواصلة وأدت هذه الحركة الغير متوقعة إلى إثارة غضب ريغان الذي اتصل هاتفيا مع مناحيم بيغن معربا عن استياءه الشديد من ذلك التصرف. توصل الطرفان إلى اتفاق لوقف إطلاق النار في 18 اغسطس بوساطة المبعوث الأمريكي فيليب حبيب وفي يوم 19 أغسطس خففت إسرائيل من حصارها لغرب بيروت وسمحت لإمدادات الصليب الأحمر بدخول بيروت الغربية.

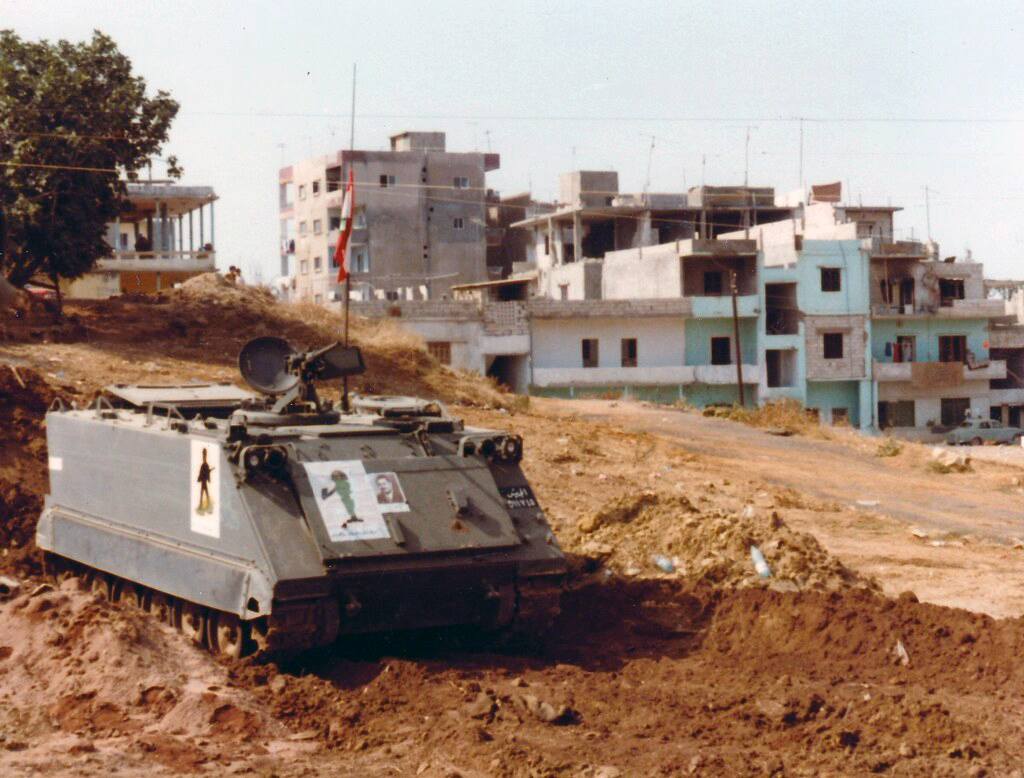
مصفحة للجيش اللبناني في جنوب بيروت عام 1982.

### محاور القتال
- الجيش اللبناني: لم يتدخل في الصراع نهائياً وبقي على الحياد.
- الجيش السوري: لم تدخل القوات السورية بشكل كامل بالقتال إلى أن قام سلاح الجو الإسرائيلي بقصف عدت بطاريات للصواريخ من طراز سام 2، 3، 6 روسية الصنع كانت سوريا قد نصبتها في لبنان. تم صدام في الجو بين ما يقارب 200 طائرة سورية وما يقاربها من الإسرائيلية بعد معركتين أرضيتين سريعتين.
- المقاتلين الفلسطينيين: كان معظم المقاتلين الفلسطينيين مسلحين تسليحاً خفيفاً مما جعلهم يستعملون أسلوب المقاومة وحرب العصابات.

## العلاقات الأمريكية الإسرائيلية
ظهرت تدريجيا انقسامات ضخمة في الإدارة الأمريكية بين تيار بقيادة ألكسندر هيغ وجين كيركباترك ينادي باستمرار إسرائيل بعملياتها بغض النظر عن المبرر الأصلي، حتى تدمير منظمة التحرير وتيار مناد بكبح جماح إسرائيل بقيادة جورج بوش الأب وجيمس بيكر ووليام كلارك. دخل السوفييت على الخط وأرسل ليونيد الييتش بريجنيف إلى رونالد ريغان يخبره عن قلقه ويلمح له عن إمكانية توسع النزاع وهنا شعر ريغان أن وزير خارجيته لم يكن يعمل معه بنفس الاتجاه وإنه منحاز إلى إسرائيل وأرسل مذكرة إلى مناحيم بيغن قال فيها:
اعتقدت إسرائيل أن تيار ألكسندر هيغ قادر على الضغط على الرئيس الأمريكي. وصل الخلاف بين الرجلين إلى درجة ضخمة، وبدأ هيج يخفي رسائل وبرقيات حبيب عن البيت الأبيض، الأمر الذي اضطر حبيب إلى استعمال خط هاتفي أمن للاتصال مباشرة مع البيت الأبيض. وفي النهاية ومع شعور هيغ بالمحاصرة وانعدام ثقة ريغان به، هدّد شفويا بالاستقالة، وقبلها ريغان فورا بدون كتابتها. بعض المحللين يدافع عن هيغ ويعتبره كبش فداء لفشل سياسة البيت الأبيض في لبنان. باستقالة ألكسندر هيج أصبح جورج شولتز وزيرا للخارجية. شولتز كان يرى أن الغزو الإسرائيلي يدمر عملية السلام وأدرك إمكانية الولايات المتحدة وضع مبادرة لعملية السلام، وبدأ صنع مشروعه لعملية سلام عربي إسرائيلي. في 30 يوليو عرضت المبادرة على ريغان وظهر مشروع ريغان لمنطقة الشرق الأوسط حيث عارض قيام دولة فلسطينية مستقلة واعتمد فكرة عودة السيطرة الأردنية على الضفة الغربية، وقطاع غزة على شكل اتحاد فدرالي. من جهة أخرى رأى مناحيم بيغن أن ريغان تجاوز مرحلة الصداقة، وقام بمعارضة رؤية ريغان الداعية إلى مبدأ الأرض مقابل السلام. وكان أرئيل شارون يؤكد أنه سيحل القضية من خلال جنازير الدبابات إلا أن مقتل بشير الجميل الذي نصبه الأمريكان لتصفية الوجود الفلسطيني في لبنان وإدانة شارون بتهمة التغاضي عن جريمة مخيمي صبرا وشاتيلا حيث تم إخراجه من الحكومة أدى إلى إفشال مساعي الدولة الإسرائيلية في إخراج المنظمة من اللعبة السياسية.

## بيروت المحاصرة
فوجئ ياسر عرفات بوصول برقية من الجنوب تنبئ بأن القوات الإسرائيلية تعدت صور شمالاً وبسرعة. نقل جورج حاوي عن عرفات قوله: «مش ممكن، لا مستحيل»، واتصل مع الحاج إسماعيل ليستفهم منه عن الأوضاع، إلا أن الحاج إسماعيل كان منشغلا بإخراج القوات من صيدا بسبب محاصرة الإسرائيليين لها. فوجئ الجميع بحجم الاجتياح، بالرغم من أن بشير الجميل كان قد أكد في أكثر من مرة أن القوات الإسرائيلية قادمة. ربما يعزى ذلك إلى خطاب ريغان الذي أكد فيه أن الدخول سيكون محدودا بثلاثين كيلومترًا.
تشكل في 14 حزيران/يونيو 1982 ما عرف باسم القيادة المشتركة للقوات الفلسطينية والحركة الوطنية اللبنانية أو هيئة الإنقاذ الوطني في بيروت بدعوة من الرئيس اللبناني إلياس سركيس ضمت زعماء الطوائف الرئيسية في لبنان وكتيبتين سوريتين استمرتا في القتال. كان هدف هيئة الإنقاذ هو منع تفاقم أزمة المواجهة المسلحة بين إسرائيل ومنظمة التحرير الفلسطينية ولكن تدريجيًا أصبحت هيئة الإنقاذ هذه عاجزة عن إنجاز أية نتيجة ملموسة، وبعد 9 أيام من تشكيلها انسحب وليد جنبلاط منها واصفًا إياها «بهيئة دفن القتلى».
مع اقتراب نهاية فترة حكم الرئيس اللبناني إلياس سركيس تم تنظيم انتخابات رئاسية في بيروت وقام البرلمان اللبناني في 23 اغسطس 1982 بانتخاب بشير الجميل رئيسا بإجماع 57 صوتاً وامتناع 5 عن التصويت وعدم اشتراك أغلبية الكتلة المسلمة في البرلمان الذي اعتبر الجميل حليفاً لإسرائيل وقبل 9 أيام من تسلم الجميل مهامه الرئاسية وفي 14 أيلول/سبتمبر 1982 تم اغتياله بقنبلة موقوتة وبعد أسبوع وفي 21 سبتمبر 1982 انتخب البرلمان اللبناني شقيقه أمين الجميل رئيسًا الذي قام بتوجيه دعوة إلى زعيم الكتلة المسلمة ورئيس الوزراء شفيق الوزان (1925 - 1999) بالبقاء في منصبه كرئيس للوزراء في محاولة من الجميل لتضييق الفجوة وتوحيدالصفوف. على الصعيد الاقتصادي انخفضت قيمة الليرة اللبنانية إلى مستويات متدنية وظهرت بوادر عجز للحكومة اللبنانية في فرض الضرائب ووصلت نسبة التضخم إلى ما بين 20 و 30% وتم تدمير واسع النطاق للبنية التحتية في لبنان.
في 13 يونيو قامت القوات الإسرائيلية ومليشيا بشير الجميل بمحاصرة بيروت، واستمر هذا الحصار إلى 28 أغسطس. طوال فترة الحصار قامت القوات الإسرائيلية بقصف بيروت من البر باستعمال المدفعية ومن الجو والبحر. تم تسوية معظم المدينة بالأرض، قتل أكثر من 30,000 مدني لبناني وإصيب أكثر من 40,000 شخص، أكثر من نصف مليون شخص نزحوا عن بيروت وفي فترة الست وسبعون يوما استمرت إسرائيل بمنع المعونات الدولية والإنسانية عن المدينة. صرحت إسرائيل أن مسؤولية الوفيات والدمار الذي أصاب البنية التحتية والخسائر البشرية هو استعمال منظمة التحرير الفلسطينية المدنيين كدروع بشرية واستعمال منازل المدنيين كمعاقل للقتال مما اضطر إسرائيل مرغمة على القصف لتدمير البنية التحتية التي يمكن أن يستعملها المقاتلون أو «المخربون» حسب تعبير إسرائيل. استعملت إسرائيل في هجومها على بيروت أسلحةً محرمةً دوليًا بدءًا من القنابل العنقودية والفسفورية مرورًا بالنابالم وألعاب الأطفال المفخخة، وانتهاء بقنابل بخار الوقود. أعاد كل من رونالد ريغان وهنري كسنجر التأكيد على حق إسرائيل في الدفاع عن نفسها. وتم منع جميع المبادرات التي قدمت لإيقاف القتال. انتهى الحصار بمسح كامل لثلث بيروت من الخارطة، ومقتل 675 جنديا إسرائليّا إلى جانب المدنيين اللبنانيين.

## نتائج الغزو

مغادرة مقاتلي منظمة التحرير الفلسطينية لبيروت.

قدم رونالد ريغان ضماناً شخصياً للمقاتيلن الفلسطينيين بالحفاظ على أمن عائلاتهم إذا ما غادروا إلى تونس، واضطرت إسرائيل إلى الموافقة على خروج المقاتلين تحت حماية دولية مكونة من 800 جندي مارينز أمريكي، و 800 جندي فرنسي و 400 جندي إيطالي. غادر 14,614 مقاتل فلسطيني بيروت إلى تونس تحت الحماية الدولية. على الجانب الآخر قُتل في الفترة ما بين 5 يونيو 1982 وحتى 31 مايو 1985 1,216 جندي إسرائيلي. على الصعيد السياسي أوفت إسرائيل بوعودها وبضغط أمريكي لبشير الجميل حيث أصبح رئيسا للبنان إلا أنه في 14 سبتمبر تم اغتياله هو و 25 من طاقمه بتفجير ضخم استهدف مقره.
تغيرت الخريطة السياسية اللبنانية بصورة جذرية بعد الغزو الإسرائيلي فبالرغم من أن الميليشيات المسيحية اللبنانية لم تشترك فعليا في القتال إلى جانب الجيش الإسرائيلي إلا أنها انتشرت وهيمنت على المناطق التي كانت تحت سيطرة إسرائيل وخاصة في الجنوب اللبناني التي هيمنت عليها حزب الكتائب اللبنانية وقامت إسرائيل أثناء الغزو بنزع سلاح المجموعات الدرزية التي كانت في صراع مسلح مع حزب الكتائب. عمل حزب الكتائب اللبنانية بقيادة بشير الجميل جاهدا على نزع سلاح الفلسطينيين في سائر أنحاء لبنان. تمكنت حركة فتح من أسر ستة جنود إسرائيليين، تمت مبادلتهم لاحقًا بخمسة آلاف معتقل لبناني وفلسطيني تم احتجازهم في معتقل أنصار في جنوب لبنان.
استناداً على أرقام وزارة الخارجية الأمريكية توزع مقاتلو منظمة التحرير الفلسطينية على الشكل التالي:
| - 970 مقاتل إلى تونس. - 261 مقاتل إلى الأردن. | - 136 مقاتل إلى العراق. - 1,093 مقاتل إلى اليمن الجنوبية | - 841 مقاتل إلى اليمن الشمالي - 448 مقاتل إلى السودان. | - 588 مقاتل إلى الجزائر. - 3,900 مقاتل إلى سوريا. |

### قمة فاس الثانية
في 6 سبتمبر 1982 عاد مجلس الجامعة العربية ليعقد قمته الخامسة عشر الطارئة في فاس، بعد أشهر من الاجتياح الإسرائيلي، شارك بالقمة 19 دولة عربية بغياب كل من ليبيا ومصر، وبعكس القمة الأولى في فاس، اعترفت جامعة الدول العربية هذه المرة بوجود إسرائيل، وتم إقرار مشروع السلام الذي تقدمت به السعودية.

### مذبحة صبرا وشاتيلا
في مساء 16 سبتمبر، قامت القوات الإسرائيلية بمحاصرة مخيمات صبرا وشاتيلا للاجئين الفلسطينيين، وسمحت بدخول حوالي 350 عنصر مسيحي إلى المخيمات تحت ذريعة البحث عن مقاتلين فلسطينيين. تم ذبح ما يقارب 3000 مدني أعزل بالرغم من التعهدات الأمريكية بحماية المدنيين الفلسطينيين بعد خروج المقاتلين الفلسطينيين من لبنان، يعتقد الكثير أن المجزرة التي وصفها الكاتب اللبناني المغترب بيار كماليو بأنها غير إنسانية ووصمة عار في جبين لبنان الحر، وإنها كانت رد فعل على اغتيال الرئيس المنتخب بشير الجميل.

### القصف الأمريكي
بعد الحرب كان مايقارب 98% من الأراضي اللبنانية تحت سيطرة وحماية قوات متعددة الجنسية وميليشيات لبنانية مختلفة وكانت الحكومة اللبنانية مهيمنة فقط على بيروت وضواحيها. في عام 1983 كان هناك 30,000 جندي إسرائيلي في الجنوب اللبناني وكان شرق وشمال لبنان تحت سيطرة 40,000 جندي سوري و 10,000 مقاتل فلسطيني، بالإضافة إلى هذه الأرقام كان هناك 10,000 جندي تابعين لقوات الأمم المتحدة من الولايات المتحدة وإيطاليا وبريطانيا وفرنسا.
تدريجيا أصبحت القوات المتعددة الجنسية مستهدفة بشكل يومي وفي 19 سبتمبر 1983 وفي خطوة مثيرة للجدل قامت البارجات الأمريكية بقصف معاقل القوات الدرزية في سوق الغرب علما ان المارينز المرابطين حول بيروت والبالغ عددهم 1,600 لم يتعرضوا لاستهداف مباشر لحين تلك اللحظة ولكن الأمر تغير بعد ذلك القصف الذي قام به بارجتان أمريكيتان وأصبح المارينز بعد ذلك مستهدفين في عمليات إطلاق نار بالقناصات من قبل أطراف مجهولة، وبحلول شهر نوفمبر 1983 تم قتل 6 من المارينز.

### تفجير السفارة الأمريكية في بيروت

السفارة الأمريكية في بيروت بعد تفجيرها.

في 18 ابريل 1983 اقتربت سيارة مفخخة من سفارة الولايات المتحدة في بيروت وحدث انفجار هائل أدى إلى تدمير كامل للقسم المركزي للبناية وتسبب الانفجار في سقوط 60 قتيلا بينهم 17 أمريكيا و 100 جريح، تبنت منظمة الجهاد الإسلامي مسؤوليتها عن الحادث ويلقي الكثيرين بالمسؤولية الرئيسية في تنظيم الانفجار إلى عماد فايز مغنية وتم لاحقا توجيه التهمة إلى مغنية بضلوعه في التخطيط لتفجير سيارة مفخخة في حاجز عسكري مشترك للمارينز والقوات الفرنسية في 23 أكتوبر 1983 والذي أدى إلى مصرع 58 جنديا فرنسيا و 241 من المارينز وتم اتهامه أيضا بتخطيطه لاختطاف طائرة تي دبليو أي الرحلة 847 في 14 يوليو 1985 والتي كانت متوجهة من روما إلى بوسطن.
كانت السيارة المفخخة التي دمرت السفارة مجهزة بحوالي 180 كغم من المتفجرات وكانت السيارة حسب تقارير وكالة المخابرات الأمريكية قد سُرِقت قبل عام واحد من السفارة الأمريكية وكانت تحمل شارة السفارة واستطاع سائقها لهذا السبب من الدخول بسهولة إلى مرآب السفارة. كان من بين القتلى الأمريكيين 8 موظفين لوكالة المخابرات الأمريكية وكان تفجير السفارة حسب تصريحات الجهة المنفذة ردة فعل على مذبحة صبرا وشاتيلا. بعد حادثة تفجير السفارة تم نقل البعثة الدبلوماسية الأمريكية إلي بيروت الشرقية ولكن الموقع الجديد تعرض إلى استهداف بسيارة مفخخة أخرى في 20 سبتمبر 1984 وقتلت في هذه المرة أمريكيان و 20 لبنانيا.

### اتفاق 17 أيار
مع اقتراب نهاية كانون الأول/ديسمبر 1982 دخل لبنان في محادثات مع إسرائيل وبوساطة الولايات المتحدة لغرض التوصل إلى نوع من التطبيع في العلاقات وإيجاد آلية لانسحاب الجيش الإسرائيلي من لبنان مع ضمانات بعدم تعرض الحدود الشمالية لإسرائيل لهجمات من قبل منظمة التحرير الفلسطينية وبعد مفاوضات ومحادثات إتسمت بالصعوبة واستغرقت 6 أشهر توصل الطرفان إلى ما سمي باتفاق 17 أيار أو «اتفاق جلاء القوات الإسرائيلية» حيث وافق الطرفان بإنهاء حالة الحرب التي كانت قائمة بين الدولتين منذ قيام دولة إسرائيل في عام 1948 بالرغم من إصرار إسرائيل على توقيع اتفاقية سلام رسمية إلا أن لبنان اكتفى باتفاقية «عدم الحرب» حيث كانت القيادة اللبنانية متخوفة من عزلة مع بقية العالم العربي إن وقعت على اتفاقية سلام مشابهة للعزلة التي حدثت لمصر عقب اتفاقية كامب ديفيد.
نصت الاتفاقية على انسحاب الجيش الإسرائيلي في غضون 8 - 12 أسابيع بشرط ان تقوم سوريا ومنظمة التحرير بالانسحاب أيضا. بالرغم من عدم تشكيل علاقات دبلوماسية على مستوى السفارات بين لبنان وإسرائيل إلا أن الطرفان وافقا على وجود هيئات دبلوماسية للدولتين على أراضي الآخر. من النقاط المثيرة للجدل في ذلك الاتفاق كان تشكيل حزام أمني إسرائيلي في جنوب لبنان يتواجد فيه اقل من 4,341 جندي من كلا الجيشين اللبناني والإسرائيلي مع تعاون مستمر بين الجيشين على هيئة دوريات مشتركة. من النقاط الحساسة في ذلك الاتفاق كان وضع الرائد سعد حداد وجيش لبنان الجنوبي فبالرغم من أن الاتفاقية لم تذكر الرائد حداد بالاسم إلا أنها نصت على قبول حماية الحزام الأمني من قبل «قوات محلية». وقع عن لبنان السفير أنطوان فتال بينما وقع ديفيد كمحي رئيس الوفد الإسرائيلي كما وقع أيضا المندوب الأميركي موريس درايبر على هذه الوثيقة. وافق البرلمان اللبناني على هذه الوثيقة بالأكثرية المسيحية حيث عارضه نائبان فقط من الطائفة المسيحية مع غياب كامل للشيعة والسنة وفي إسرائيل وقعت الكنيست على الاتفاق. بقيت هذه الاتفاقية مجرد حبر على الورق حيث لم ينسحب الجيش الإسرائيلي من الأراضي اللبنانية واعتبر الرئيس السوري حافظ الأسد بقاء إسرائيل في الجنوب اللبناني منافيا لمبادئ سيادة لبنان وخطرا على أمن سوريا.

### السرقات
قامت قوات الاحتلال الإسرائيلية بعمليات سرقة منظمة ومثبته من خلال لجان التحقيق التابعة للأمم المتحدة، مما تم سرقته: مجموعة ضخمة من الرسوم الزيتية الفنية والتراث الثقافي من قصر الأونيسكو، اللوحات الفنية من الجامعة اللبنانية، جميع المعدات والأجهزة من كلية العلوم في الجامعة اللبنانية، أرشيف جريدة النهار، ومكتبة مركز الأبحاث في منظمة التحرير الفلسطينية.

## رد الفعل الشعبي ومونديال 1982
تزامن حصار بيروت مع انطلاق كأس العالم لكرة القدم 1982 في إسبانيا. والذي شهد دخول دولتين عربيتيين هما منتخب الكويت لكرة القدم والجزائر. وبدأ حصار وقصف الميليشيات وإسرائيل لبيروت يوم 13 يونيو 1982 وهو نفس اليوم الذي لُعبت به أول مباراة في المونديال بين الأرجنتين وبلجيكا. يعتقد الكثير بأن اختيار توقيت الاجتياح بالتزامن مع مونديال 1982 كان ضمن ترتيبات الاجتياح.
انشغل العالم العربي وقتها بالإحداث المتسارعة في المونديال، فالجزائر فازت على منتخب ألمانيا لكرة القدم 2-1 في 16 يونيو، وعلى تشيلي في 24 يونيو. وفهد الأحمد الصباح رئيس الإتحاد الكويتي لكرة القدم آنذاك، قام بتعطيل مباراة الكويت ومنتخب فرنسا لكرة القدم في 21 يونيو محتجا على هدف رابع سجلته فرنسا في شباك الكويت بعد أن نزل إلى أرض الملعب لمدة سبع دقائق، واضطر الحكم الروسي ميروسلاف ستوبار لإلغاء الهدف. قام الاتحاد الدولي لكرة القدم بتغريم الأمير فهد مبلغ 8000 جنيه إسترليني بسبب تدخله. وايقاف الحكم وعدم إسناد باقي مبارياته له.[بحاجة لمصدر]
يذكر جورج حاوي الصدمة برد الفعل العربي الشعبي فيقول:
| حرب لبنان 1982 | عدما يزداد القصف يزداد التحدي، ويخيل الآن أن العالم سيهتز إن بيروت تحترق، إن قذيفة قد دخلت ملجأ في برج البراجنة فقتلت 75 أو أكثر بريئاً، الآن العالم سيهتز، شوارع الجزائر ستنزل بها المظاهرات، فإذا بنا نفاجأ أن المظاهرة كانت تعمل لفريق الجزائر الذي انتصر على ألمانيا في كرة القدم. | حرب لبنان 1982 |

بينما خرجت مظاهرات بسبب ما فسره العرب بالمؤامرة لإخراج الجزائر من الدور الأول في المباراة بين ألمانيا الغربية والنمسا في 25 يونيو. كانت المظاهرات الوحيدة في الشرق الأوسط التي خرجت تستنكر الاجتياح، كما يذكر فيصل القاسم هي المظاهرات الضخمة التي نظمتها حركة السلام الآن في إسرائيل للمطالبة بالانسحاب من لبنان. كما قام الفريق الإيطالي بإهداء لبنان كأس العالم (رمزيا) تعاطفا معه.